# Mikroregion Itaperuna

Mikroregion Itaperuna

Mikroregion Itaperuna – mikroregion w brazylijskim stanie Rio de Janeiro należący do mezoregionu Noroeste Fluminense. Ma powierzchnię 3.137,5 km²

## Gminy
- Bom Jesus do Itabapoana
- Italva
- Itaperuna
- Laje do Muriaé
- Natividade
- Porciúncula
- Varre-Sai